# Pirmino di Murbach
San Pirmino, noto anche come Pirminius (670 circa – Hornbach, 3 novembre 753), era un monaco spagnolo fortemente influenzato dal cristianesimo celtico e dalla figura di sant'Amando. È venerato come santo dalla Chiesa cattolica ed è il patrono del Palatinato, dell'Alsazia, dell'isola di Reichenau e della città di Innsbruck.

## Biografia
Originario dell'Aquitania (o della Spagna), Pirmino passò per l'antica Neustria e di lì nella valle del Reno. Parecchi monasteri perpetuarono il suo ricordo, come l'Abbazia di Reichenau e quella di Murbach, entrambe da lui fondate. Tentò di rendere le sue fondazioni monastiche indipendenti dall'ordinario del luogo e dai patroni laici.
Morì a Hornbach, presso l'abbazia dove tuttora sono custodite le sue spoglie.
Il monaco è autore dello Scarapsus (=Excarpsus) de singulis libris canonicalis, noto anche come i Detti di Pirmino, scritto tra il 710-724, che costituisce una specie di libretto di catechismo morale, molto semplice, ad uso dei missionari e dei sacerdoti di parrocchie.

## Culto
La memoria liturgica ricorre il 3 novembre.
Dal Martirologio Romano: "Nel monastero di Hornbach presso Strasburgo in Burgundia, deposizione di san Pirmino, vescovo e abate di Reichenau, che evangelizzò gli Alamanni e i Bavari, fondò molti monasteri e scrisse un libro per i suoi discepoli sulla catechesi degli incolti".